# Paul Bourillon
Paul Bourillon (Marmande, 14 januari 1877 – aldaar, 14 april 1942) was een Frans wielrenner. Zijn achternaam wordt ook als Bourrillon geschreven.

## Carrière
Bourillon was een sprinter van hoog niveau. Hij werd in 1896 in Kopenhagen wereldkampioen door zijn landgenoot Edmond Jacquelin en in de finale de Brit Charles Barden te verslaan.
In 1899 stopte hij met wielrennen na een val en werd operazanger. Zo zong hij de titelrol in Faust van Charles Gounod.

## Belangrijkste overwinningen
1896
Wereldkampioenschap sprint
GP vitesse Genève
Open Kampioenschap Groot-Brittannië (25 mijl)
1897
Nationaal kampioenschap sprint
GP van Antwerpen
GP van Berlijn
GP van Brussel
GP van Hannover
1898
GP vitesse de Paris
GP Berlijn
GP Roubaix
Derby van Oostenrijk
1899
Nationaal kampioenschap sprint
GP van de Stad Antwerpen
GP van de Stad Turijn